# 黑首索深鼬鳚
黑首索深鼬鳚，为輻鰭魚綱鼬魚目鼬魚科的其中一種，分布於北太平洋海脊，屬深海魚類，棲息深度在水深0至6930公尺。本魚吻膨脹，眼遠小於吻，鰓蓋棘弱或不存在，沒有棘的前鰓蓋骨而且在後部地幾乎擴大達到鰓蓋的後緣，偽鰓絲狀突起2條，體長可達26.3公分，不具有經濟價值。